# دوري كرة القدم الغربي 1898–99
دوري كرة القدم الغربي 1898–99 (بالإنجليزية: 1898–99 Western Football League)‏ هو موسم من دوري كرة القدم الغربي ‏. فاز فيه سويندون تاون.